# St. Petersburg Ladies Trophy
St. Petersburg Ladies Trophy – żeński turniej tenisowy kategorii WTA 500 zaliczany do cyklu WTA Tour, rozgrywany na twardych kortach w hali w rosyjskim Petersburgu począwszy od sezonu 2016.

## Mecze finałowe

### Gra pojedyncza
| Rok  | Zwyciężczyni        | Finalistka          | Wynik            |
| 2022 | Anett Kontaveit     | Maria Sakari        | 5:7, 7:6(4), 7:5 |
| 2021 | Darja Kasatkina     | Margarita Gasparian | 6:3, 2:1 krecz   |
| 2020 | Kiki Bertens        | Jelena Rybakina     | 6:1, 6:3         |
| 2019 | Kiki Bertens        | Donna Vekić         | 7:6(2), 6:4      |
| 2018 | Petra Kvitová       | Kristina Mladenovic | 6:1, 6:2         |
| 2017 | Kristina Mladenovic | Julija Putincewa    | 6:4, 6:3         |
| 2016 | Roberta Vinci       | Belinda Bencic      | 6:2, 6:7(3), 6:4 |

### Gra podwójna
| Rok  | Zwyciężczynie                            | Finalistki                           | Wynik             |
| 2022 | Anna Kalinska Catherine McNally          | Alicja Rosolska Erin Routliffe       | 6:3, 6:7(5), 10–4 |
| 2021 | Nadija Kiczenok Raluca Olaru             | Kaitlyn Christian Sabrina Santamaria | 2:6, 6:3, 10–8    |
| 2020 | Shūko Aoyama Ena Shibahara               | Kaitlyn Christian Alexa Guarachi     | 4:6, 6:0, 10–3    |
| 2019 | Margarita Gasparian Jekatierina Makarowa | Anna Kalinska Viktória Kužmová       | 2:6, 6:1, 10–3    |
| 2018 | Timea Bacsinszky Wiera Zwonariowa        | Ałła Kudriawcewa Katarina Srebotnik  | 2:6, 6:1, 10–3    |
| 2017 | Jeļena Ostapenko Alicja Rosolska         | Darija Jurak Xenia Knoll             | 3:6, 6:2, 10–5    |
| 2016 | Martina Hingis Sania Mirza               | Wiera Duszewina Barbora Krejčíková   | 6:3, 6:1          |